# Couvent des Bernardines d'Orgelet
Le couvent des bernardines d'Orgelet est une abbaye cistercienne de bernardines réformées située à Orgelet dans le département du Jura. Fondé en 1652, le couvent est fermé par la Révolution. Il est ensuite transformé pour partie en caserne et pour partie en collège.

## Localisation
Le couvent des Bernadines d'Orgelet est situé dans le centre-ville, entre la Grande Rue et le boulevard des Bernardines.

## Histoire
Le monastère des Bernardines d’Orgelet est fondé en 1652 par six religieuses venues d’Annecy après un difficile voyage, décrit par Désiré Monnier. La municipalité met à leur disposition la grande rue la maison Petitjean. Au début du XVIIIe siècle, elles construisent un couvent dont les plans sont établis par Dom Duschene, bénédictin à Besançon.  Au milieu du siècle, le monastère accueille une quarantaine de religieuses issues de milieux aisés de Franche-Comté et de Bresse dont certaines sont cloîtrées à la suite de lettres de cachet. 
Le couvent est fermé à la Révolution et passe sous administration du district. La chapelle est utilisée par la société populaire alors que le reste du bâtiment devient un entrepôt de matériel militaire et une maison de détention. Une autre partie du bâtiment est réaménagé en collège.
Le portail couvert de la chapelle du couvent est inscrit au titre des monuments historiques par arrêté du 26 octobre 1927.

## Architecture et description
Le couvent était formé de quatre bâtiments de trois niveaux organisés  autour d’une cour intérieure doublée d’un cloître dont la chapelle ferme le côté nord. Une vingtaine de contrats décrivant les travaux menés entre 1708 et 1717 sont conservés aux archives départementales.
En 1988 le bâtiment est restructuré et rénové par le département pour continuer à accueillir le collège. En 1994, le collège prend le nom de « Michel Brezillon » en hommage à ce préhistorien réputé qui passa une partie de sa vie à Orgelet. La chapelle, dont la façade, avec son escalier à double volée, ses trois arcs de plein cintre supportés par des colonnes doriques., est classée « monument historique », est elle aussi rénovée et accueille désormais la médiathèque intercommunale qui est également le CDI du collège : une partie du sol a été vitrée, laissant voir les anciennes dalles de la chapelle.

## Filiation et dépendances
Fondé par des religieuses d'Annecy Orgelet est fille du Couvent des bernardines de Rumilly.